# Давид Ратіані
Дави́д Ратіа́ні (груз. დავით რატიანი, нар. 1 серпня 1969 — пом. 18 березня 2022) — грузинський і український військовик. Доброволець Інтернаціонального легіону, учасник російсько-української війни.

## Життєпис
Народився в містечку Местія у Верхній Сванетії. З дитинства мешкав в Абхазії — у селі Дранда Гульрипського району.
1992 року разом з родиною був змушений виїхати з Абхазії, яку окупували росіяни та сепаратисти. Записався добровольцем до батальйону «Сванеті», у лавах якого брав участь у Абхазькій війні. За словами друга, журналіста Олексія Бобровникова, це була друга війна для Ратіані. Раніше він брав участь у війні в Афганістані, коли служив у радянській армії. Мав військову освіту.
У грузинській армії загалом відслужив 27 років, нагороджений багатьма відзнаками та подяками. Захищав незалежність країни під час російського вторгнення в Грузію у 2008 році. У 2014 брав участь у миротворчій місії НАТО в Афганістані, де під час атаки терористів врятував життя людині.
У 2019 звільнився зі Збройних сил за віком. Працював водієм у приватній компанії. Був членом антиокупаційного руху «Сила в єдності», разом з іншими активістами здійснював цивільне патрулювання невизнаного кордону з окупованою Росією Південною Осетією.

### Участь у російсько-українській війні
Після початку повномасштабного вторгнення РФ в Україну 24 лютого 2022 року вирішив допомогти українцям у боротьбі за незалежність. Мотивував це тим, що «в Україні вирішується і доля Грузії».
|                                          | Перед тим, як поїхати, Давид мав серйозну розмову з дітьми. Пояснював, що їде на цю війну, насамперед, через них. Бо перемога України, яка бореться за свою свободу, означатиме й перемогу Грузії. Наголошував, що лише тоді вони зможуть жити мирним життям. Казав, що залишити Україну наодинці було б рівносильним державній зраді, пригадував, як українці допомагали нам у війні в Абхазії. «Допомагаючи один одному, ми зможемо зберегти той ідеал, який називається свободою», — казав мій коханий чоловік. |
| — Ія Шашвіашвілі, дружина Давида Ратіані | |

В Україну Ратіані вирушив з групою інших грузинських добровольців. Вилетіти вони змогли з другої спроби: 28 лютого літак, яким мали полетіти волонтери, не приземлився в аеропорту Тбілісі. На початку березня грузини прибули в Україну. Давид Ратіані вступив до лав Інтернаціонального легіону територіальної оборони України, отримав посаду кулеметника та прізвисько «Дато».
Вранці 18 березня група іноземних добровольців, серед яких було десятеро грузинів, проводила розвідку боєм поблизу міста Ірпінь під Києвом. Бійці потрапили під мінометний обстріл. Давид Ратіані виносив з поля бою французького добровольця, що дістав поранення в ногу. У цей момент поруч вибухнула міна і грузинський військовик загинув на місці. У тому бою також поліг інший грузинський доброволець — Георгій Беріашвілі. Ще один грузин був поранений. Давид Ратіані в останньому бою знищив кількох російських окупантів.
25 березня тіло воїна привезли на Батьківщину. Поховали Давида Ратіані 26 березня з військовими почестями на цвинтарі у Варкетілі в Тбілісі.
У добровольця залишилися дружина та четверо дітей.